# Paul Beckers

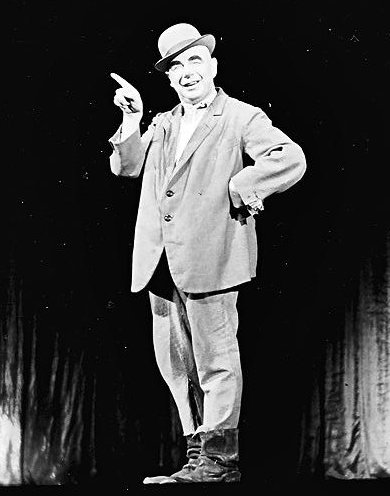
Paul Beckers in der Berliner Scala, 1936

Paul Beckers (* 1. November 1878 in Magdeburg; † 27. April 1965 in Leipzig) war ein deutscher Komiker.

## Leben

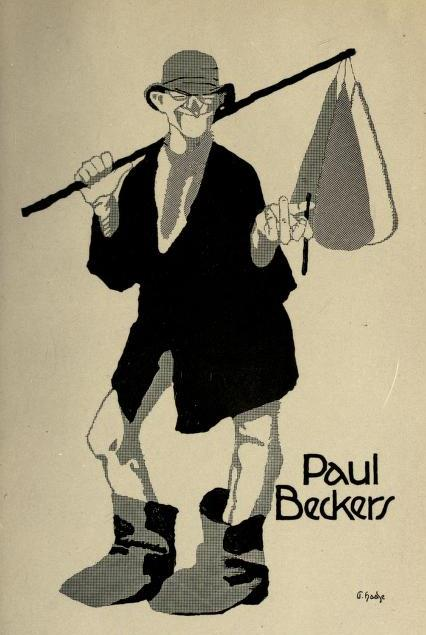
Karikatur von Paul Haase, vor 1914

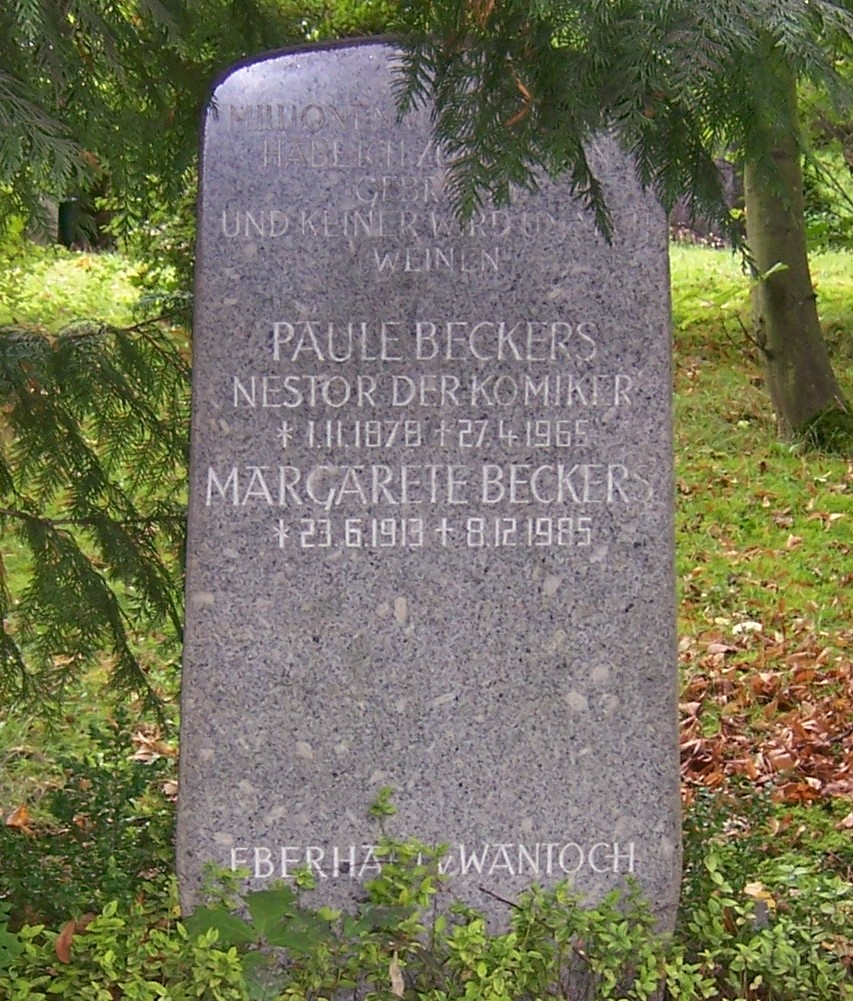
Paul Beckers Grabstätte auf dem Südfriedhof in Leipzig

Paul Beckers war der Sohn des Elbe-Schiffers Gustav Beckers und Marie Beckers geb. Gabriel. Er absolvierte eine schauspielerische und musikalische Ausbildung. Anfangs war er Orchestermusiker und spielte in einer kleinen Kapelle Flöte und Oboe. 1902 gab er sein Debüt am Magdeburger Stadttheater. Er trat dort in Operetten auf. Es folgten zwei Jahre Aufenthalt in den Vereinigten Staaten. Nach seiner Rückkehr probierte er sich auf den verschiedenen Gebieten aus. Er spielte in Revuen am Apollo-Theater in Berlin, war Charakterdarsteller und Regisseur an der Komischen Oper. Er arbeitete auch für die neuen Medien Rundfunk und Stummfilm.
Der Artistenagent Robert Wilschke ebnete ihm den Weg zum Varietékünstler. Er trat in allen bekannten deutschen Varietés auf, u. a. im Berliner Wintergarten und im Leipziger Krystallpalast. Im Leipziger Battenberg-Varieté in der Tauchaer Straße (heute Rosa-Luxemburg-Straße) inszenierte und spielte er volkstümliche Stücke. Seine Lieblingsfigur war der Fliegentüten-Heinrich, ein Landstreicher und Händler mit sogenannten Fliegentüten, auf Leimbasis funktionierenden Fliegenfängern. Der Fliegentüten-Heinrich geht auf ein Magdeburger Original zurück, welches dort an der Stadtmauer unterhalb der Magdalenenkapelle als Relief dargestellt ist. Alle Stummfilme Paul Beckers beziehen sich auf diese Figur.
Über Emil Winter-Tymian bekam er Kontakt zur Szene der sächsischen Herrensängergesellschaften. Nach dem Tode Winter-Tymians 1926 leitete er dessen „Tymians Thalia Theater“ in der Görlitzer Straße in Dresden. 1927 eröffnete er ein eigenes Theater „Beckers Bunte Bühne“ in der damaligen Wettiner Straße, das er bis 1930 betrieb.
In den 1930er Jahren dürfte er sich ausschließlich dem sich nun stark entwickelnden Tonfilm zugewandt haben, was durch die lange Reihe der Filme belegt wird, in denen er als Schauspieler mitgewirkt hat.
Im Zweiten Weltkrieg verlor er seinen gesamten Besitz. Bereits 67-jährig versuchte er nach 1945 mit Soloauftritten an seine frühere Komikerkarriere anzuknüpfen, was ihm auch gelang. Bekannt wurde er vor allem mit der sächsischen Nummer vom „Plättbrett“. Sein Humor war einfach und drastisch. Die letzte Vorstellung gab er im Dezember 1961 mit nunmehr 83 Jahren im Magdeburger Kristall-Palast in der Revue „Mein Magdeburg am Elbestrand“.
Seinen Lebensabend verbrachte Paul Beckers in Leipzig. Hier übernahm er mit seiner Frau Marga in der Leplaystraße eine Pension, in der vornehmlich Künstler bei ihrem Ex-Kollegen abstiegen.
Beckers ist auf dem Leipziger Südfriedhof beerdigt. Auf seinem Grabstein steht: „Millionen Menschen habe ich zum Lachen gebracht, und keiner wird um mich weinen“.

## Filmografie (Auswahl)
- 1917: Der Fliegentüten-Heinrich
- 1918: Der Fliegentüten-Othello
- 1918: Fliegentüten-Heinrich als Rentier
- 1918: Fliegentüten-Heinrichs Pech
- 1919: Fliegentüten-Heinrich als Don Juan
- 1928: Großfeuer! Menschenleben in Gefahr!
- 1932: Petri Heil!
- 1932: Grün ist die Heide
- 1933: Das Familienalbum
- 1933: Glück im Schloß
- 1933: Mister Herkules
- 1933: So leben wir alle Tage
- 1933: Wenn am Sonntagabend die Dorfmusik spielt
- 1933: Wenn Männer kochen
- 1933: Der Traum vom Rhein
- 1934: Alte Kameraden
- 1934: Der Schrecken vom Heidekrug
- 1934: Grüß mir die Lore noch einmal
- 1934: Meine Frau, die Schützenkönigin
- 1935: Ich liebe alle Frauen
- 1935: Stützen der Gesellschaft
- 1936: Alles für Veronika (Fräulein Veronika)
- 1936: Kater Lampe